# Macrobrachium faustinum
Macrobrachium faustinum är en kräftdjursart som först beskrevs av de Saussure 1857.  Macrobrachium faustinum ingår i släktet Macrobrachium och familjen Palaemonidae.

## Underarter
Arten delas in i följande underarter:
- M. f. faustinum
- M. f. lucifugum

## Bildgalleri

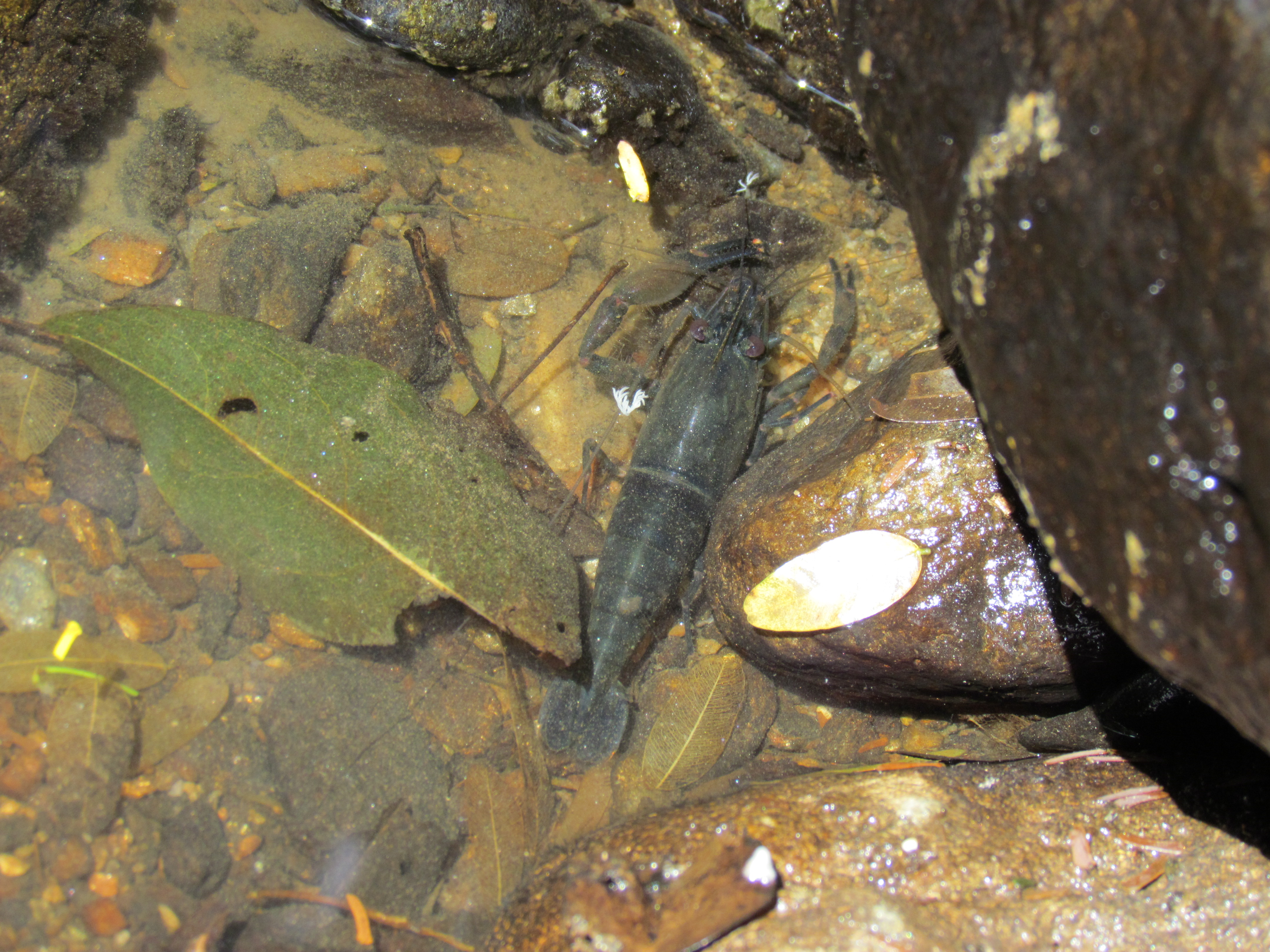